# Пеньківка (Жмеринський район)
Пе́ньківка — село в Україні, у Жмеринському районі (до 2020 році Шаргородському районі) Вінницької області. Входить до Мурафської сільської територіальної громади. Населення становить 2315 осіб.

## Історична довідка
Історія свідчить, що Пеньківка як село отримала назву від пеньків, що лишились по вирубці лісу при заселенні території у XVII столітті. Першими поселенцями цих місць були старовіри, які прибули сюди із Росії.
До реформи 1861 року в селі налічувалося 70 дворів, а в 1906 році — 397 з населенням чисельністю 2095 осіб. На початку 1917 року було 427 дворів, а населення становило 2247 осіб. Переважно жили селяни, які працювали у маєтку і на землях місцевого поміщика Сабанського. У володінні Сабанського були також ліси, спиртозавод, вальцовий млин, ткацька майстерня, У цей час Пеньківка була волосним центром 13-ти навколишніх сіл. Тут були волосний старшина, писар, казначей волосного банку, поліцай. У 1860-х роках відкрито двокласну церковно-приходську школу, а у 1882 р. — міністерське училище. У той же період будувалась залізниця й у 1888 році відкривається станція Ярошенка. До Жовтневого перевороту у селі була невелика приватна крамниця. Газети виписували поміщик і піп.

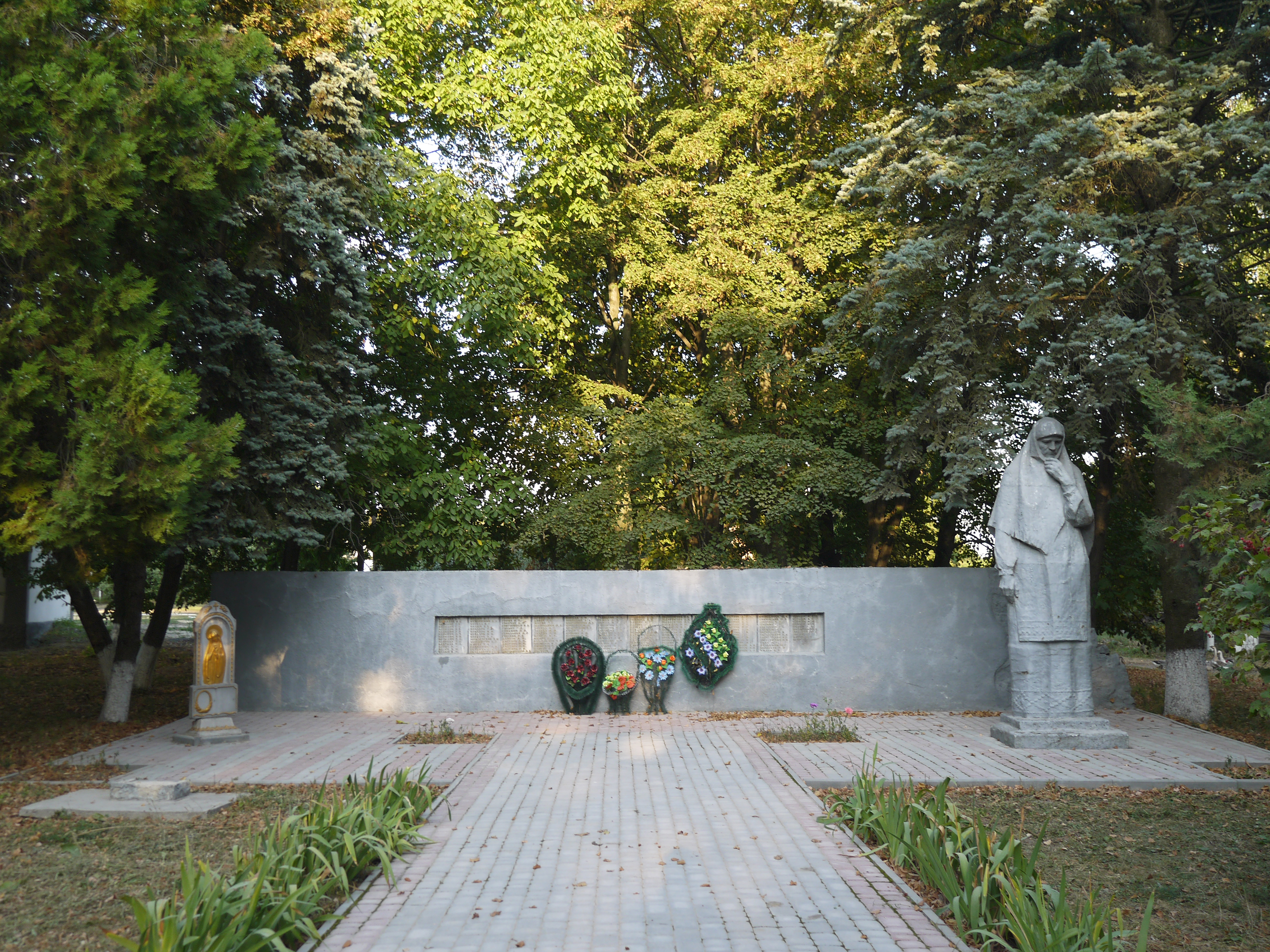
Пам'ятник 161 воїну-односельчанину

Про жовтневий переворот мешканці села довідалися від солдатів, що прийшли з війни. У той час обирався волосний виконком на чолі з Ситником Ільком Миколайовичем. Створено волосний комітет незаможників, головою якого обирається Сорокін Федул Кирилович. Першим головою сільвиконкому обирається Каськов Полікар Семенович, а комнезаму села — Ковальчук Семен Іларіонович.
У 1930 р. організовано Ярошенський приймальний пункт зерна зі сховищами на 3000 тонн. З лісів поміщиків Сабанського і Кузнєцова у 1920 р. організовано Ярошенське лісництво. У 1930 р. було відкрито 7-річну школу (1-й випуск у 1933 р.) У 1938 — середню школу (1-й випуск у 1941). У 1920 відкрито медпункт, у штаті якого були фельдшер і акушерка. У 1937 організовано колгоспний пологовий будинок. У 1953 р. відкривається лікарня на 10 ліжок, а в 1961 р. вона розширюється до 25 ліжок. Пеньківський дитсадок на 50 місць організовано у 1960 р. Сільська бібліотека відкрилась у 1952 р. у приміщенні сільського клубу. У 1954 р. побудовано її приміщення. На той час у ній нараховувалось 1000 книг. Відділ зв'язку відкрито у 1922 р. Пізніше встановлено комутатор на 10 телефонних номерів. У 1946 р. у приміщенні пошти відкрито ощадкасу. У 1954 році відкрилася аптека. У 1954—1955 роках від електростанції нафтобази на вулицях Миру, Фрунзе освітлюється перші 130 хат електроосвітленням. В ці ж роки від нафтобази прокладається 1500 м водопроводу і встановлюється 10 водорозбірних колонок. У 1955-56 рр. на території пристанційної частини села, кладовищі, парку і лікарні висаджено 10 тис. саджанців липи.
В селі жив учасник боротьби за державність України доби Української Народної Республіки Микола Артемович Пономар(1900—1979). Народився у багатодітній хліборобській родині в с. Розсоше (зараз у складі с.Нове Місто) теперішньої Тиврівської громади Вінницького району. Після поразки національно-визвольних змагань у 1920 році змушений був проживати в польському місті Гайнувка. Після окупації цього міста радянськими військами у 1939 році переїздив з родиною у різні місцевості Радянського Союзу і брав участь у Другій світовій війні на боці червоної армії,був поранений, зазнав німецького полону, отримав радянські бойові нагороди.Потім поселився у Пеньківці,був репресований і ув'язнений на тривалий час в радянських таборах на Уралі. Після повернення з ув'язнення працював будівельником.Похований на кладовищі села.
24 лютого 2023 року село Бабина Долина було виключене з облікових даних. Територію села було приєднано до села Пеньківка, з яким воно мало спільну інфраструктуру. На момент ліквідації села у ньому фактично проживало близько 320 людей, які, однак, при цьому були зареєстровані у Пеньківці.

## Транспорт
На окраїні села знаходиться станція Ярошенка на електрифікованій залізниці напрямку Жмеринка-Вапнярка-Одеса.
Зупиняються приміські електропоїзди сполученням Вапнярка — Жмеринка — Вапнярка і регіональний електропоїзд сполученням Київ — Рахни з приміськими вагонами від Жмеринки до ст. Рахни.
Сусідні станції — Рахни, Жмеринка.
Сусідні вузлові станції — Жмеринка, Вапнярка.
На ст. Вапнярка можна здійснити посадку на електропоїзди до Котовська, Одеси, а також Христинівки (через Ладижин, Зятківці), пасажирські поїзди до ст. Одеса, Ізмаїл.
На ст. Жмеринка можна пересісти на приміські електропоїзди до
- Козятина (Гнівань, Вінниця, Калинівка), Києва,
- Підволочиська (Сербинівці, Дубки, Радівці, Комарівці, Деражня, Богданівці, Хмельницький, Гречани, Волочиськ)
- Могилева-Подільського (Бар, Митки, Котюжани, Вендичани)

Електропоїзди на шляху прямування від Жмеринки до Жуківців проходять такі станції та зупинки: Садова. На шляху від Жуківців до Вапнярки — Будьки, Митланівка, Ярошенка, Краснівка, Бушинка, Рахни, Шпиків, Юрківка, Шура, Журавлівка.
Також можна здійснювати посадку на пасажирські поїзди далекого сполучення.

## Освіта
В селі працює середня загальноосвітня школа І-III ступенів, де навчається 300 учнів.